# Domenico Riccardo Peretti Griva
Domenico Riccardo Peretti Griva (Coassolo Torinese, 28 novembre 1882 – Torino, 12 luglio 1962) è stato un fotografo, magistrato e antifascista italiano.

## Biografia
Nelle arti, fu uno dei principali esponenti del movimento pittorialista italiano nel mondo, nel periodo compreso dal 1920 al 1950.
Formatosi nella Scuola Piemontese di Fotografia Artistica, propose i concetti del pittorialismo soffermandosi particolarmente sul tema della natura, fino a seguire il movimento della straight photography producendo intimi ritratti della piccola borghesia del periodo.
Particolarmente affezionato alla tecnica al bromolio e del bromolio trasferto, dove interveniva ritoccando manualmente accentuando lo sfocato e il contrasto, utilizzò meno frequentemente quella al bromuro d'argento.
Espose frequentemente in Italia e all'estero, risultando secondo le stime dell'Annual Photography al primo posto tra gli italiani negli anni '50.
Come giurista, pubblicò inoltre numerosi volumi di diritto e perseguì un'importante carriera di magistrato: fu vicecommissario all'epurazione dopo la Liberazione, primo presidente della Corte d'appello di Torino. Collocato a riposo come presidente di sezione onorario della Corte di cassazione.

Fecero scalpore alcune decisioni prese sotto la sua presidenza dalla Corte d'Appello di Torino che riconoscevano validità in Italia a divorzi ottenuti all'estero da cittadini italiani quando ancora in Italia il divorzio era considerato illegale. Durante il fascismo, come magistrato temperò l'applicazione delle leggi razziali, andando anche in contrasto con la Cassazione. Infine, nel 1945, partecipò alla lotta di liberazione e fu imprigionato dai Tedeschi.